# Alemania en los Juegos Paralímpicos de Atlanta 1996
Alemania estuvo representada en los Juegos Paralímpicos de Atlanta 1996 por un total de 231 deportistas, 153 hombres y 78 mujeres.

## Medallistas
El equipo paralímpico alemán obtuvo las siguientes medallas:
| Nombre | Deporte                    | Evento                                          |
| --- | -------------------------- | ----------------------------------------------- |
| Oro |                            |                                                 |
| Marianne Buggenhagen | Atletismo                  | Disco F53-54 femenino                           |
| Marianne Buggenhagen | Atletismo                  | Peso F53-54 femenino                            |
| Martina Willing | Atletismo                  | Jabalina F53-54 femenino                        |
| Birgit Pohl | Atletismo                  | Peso F32-33 femenino                            |
| Winfried Sigg | Atletismo                  | 400 m T52 masculino                             |
| Heinrich Köberle | Atletismo                  | Maratón T50 masculino                           |
| Andreas Müller | Atletismo                  | Disco F32-33 masculino                          |
| Jörg Schiedek | Atletismo                  | Jabalina F46 masculino                          |
| Horst Beyer | Atletismo                  | Pentatlón P42 masculino                         |
| Equipo | Atletismo                  | 4 × 100 m T52-53 masculino                      |
| Silke Schwarz | Esgrima en silla de ruedas | Espada individual A femenino                    |
| Martina Bethke Christel Bettinger Gudula Demmelhuber Cornelia Dietz Edda Ewert Christine Krause                                                                 | Golbol                     | Torneo femenino                                 |
| Birgit Dreiszis | Hípica                     | Kur Trot grado I mixto                          |
| Bernd Vogel | Levantamiento de potencia  | –82,5 kg masculino                              |
| Yvonne Hopf | Natación                   | 50 m libre B3 femenino                          |
| Yvonne Hopf | Natación                   | 100 m libre B3 femenino                         |
| Yvonne Hopf | Natación                   | 100 m espalda B3 femenino                       |
| Kay Espenhayn | Natación                   | 50 m espalda S4 femenino                        |
| Kay Espenhayn | Natación                   | 150 m estilos SM4 femenino                      |
| Kay Espenhayn | Natación                   | 200 m libre S4 femenino                         |
| Daniela Pohl | Natación                   | 50 m libre S7 femenino                          |
| Daniela Pohl | Natación                   | 100 m libre S7 femenino                         |
| Claudia Hengst | Natación                   | 50 m libre S10 femenino                         |
| Claudia Hengst | Natación                   | 100 m libre S10 femenino                        |
| Maria Götze | Natación                   | 50 m mariposa S6 femenino                       |
| Birgit Beeker Yvonne Hopf Daniela Henke Daniela Röhle | Natación                   | 4 × 100 m estilos B1-3 femenino                 |
| Birgit Beeker Yvonne Hopf Daniela Henke Daniela Röhle | Natación                   | 4 × 100 m libre B1-3 femenino                   |
| Christian Fritsche | Natación                   | 50 m braza SB3 masculino                        |
| Stefan Löffler | Natación                   | 100 m braza SB10 masculino                      |
| Holger Kimmig | Natación                   | 100 m espalda S8 masculino                      |
| Lars Lürig | Natación                   | 200 m libre S5 masculino                        |
| Holger Kimmig Oliver Anders Detlef Schmidt Stefan Löffler | Natación                   | 4 × 100 m estilos S7-10 masculino               |
| Holger Kimmig Oliver Anders Detlef Schmidt Stefan Löffler | Natación                   | 4 × 100 m libre S7-10 masculino                 |
| Christiane Pape | Tenis de mesa              | Clase abierta 1-5 femenino                      |
| Monika Bartheidel Christiane Pape Gisela Pohle Monika Sikora | Tenis de mesa              | Equipo 3-5 femenino                             |
| Thomas Kreidel | Tenis de mesa              | Clase abierta 1-5 masculino                     |
| Thomas Kurfeß Werner Maissenbacher Thomas Schmitt Jochen Wollmert                                                                                               | Tenis de mesa              | Equipo 6-8 masculino                            |
| Josef Neumaier | Tiro                       | Rifle libre 3 × 40 m SH1 masculino              |
| Hermann Nortmann Mario Oehme Udo Wolf | Tiro con arco              | Equipo W1/W2 masculino                          |
| Jens Altmann Josef Giebel Pavo Grgic Andreas Johann Stefan Kaiser Manfred Kohl Oliver Müller Bernard Schmidl Rudolf Schwietering Elmar Sommer Josef Weissenfels | Voleibol de pie            | Torneo masculino                                |
| Plata |                            |                                                 |
| Claudia Meier | Atletismo                  | 800 m T10-11 femenino                           |
| Claudia Meier | Atletismo                  | 1500 m T10-11 femenino                          |
| Claudia Meier | Atletismo                  | 3000 m T10-11 femenino                          |
| Claire Brunotte | Atletismo                  | 100 m T11 femenino                              |
| Claire Brunotte | Atletismo                  | 200 m T11 femenino                              |
| Isabelle Foerder | Atletismo                  | 100 m T36-37 femenino                           |
| Isabelle Foerder | Atletismo                  | 200 m T34-37 femenino                           |
| Jessica Sachse | Atletismo                  | 100 m T42-46 femenino                           |
| Britta Jänicke | Atletismo                  | Peso F42-44/46 femenino                         |
| Peter Haber | Atletismo                  | 100 m T36 masculino                             |
| Peter Haber | Atletismo                  | 200 m T36 masculino                             |
| Peter Haber | Atletismo                  | Salto de longitud F34-37 masculino              |
| Markus Pilz | Atletismo                  | 400 m T52 masculino                             |
| Siegmund Turteltaube | Atletismo                  | Disco F10 masculino                             |
| Horst Beyer | Atletismo                  | Disco F42 masculino                             |
| Siegmund Hegeholz | Atletismo                  | Jabalina F11 masculino                          |
| Andreas Müller | Atletismo                  | Peso F32-33 masculino                           |
| Detlef Eckert | Atletismo                  | Peso F42 masculino                              |
| Jörg Frischmann | Atletismo                  | Peso F43-44 masculino                           |
| Gunther Belitz | Atletismo                  | Salto de longitud F42 masculino                 |
| Florian Bohl | Atletismo                  | Triple salto F45-46 masculino                   |
| Rayk Haucke | Atletismo                  | Pentatlón P10 masculino                         |
| Gerd Franzka Holger Geffers Ingo Geffers Jörg Trippen-Hilgers                                                                                                   | Atletismo                  | 4 × 100 m T10-12 masculino                      |
| Gerd Franzka Holger Geffers Ingo Geffers Thomas Validis | Atletismo                  | 4 × 400 m T10-12 masculino                      |
| Ursula Egner | Ciclismo en pista          | 1 km contrarreloj tándem clase abierta femenino |
| Wolfgang Mahler | Ciclismo en ruta           | Ruta 65/75k LC1 mixto                           |
| Andreas Hillers | Ciclismo en ruta           | 1500 m contrarreloj triciclo CP2 mixto          |
| Wilfried Lipinski | Esgrima en silla de ruedas | Sable individual A masculino                    |
| Monika Hertrich Jutta Jacob Silke Schwarz Esther Weber | Esgrima en silla de ruedas | Espada por equipos femenino                     |
| Angelika Trabert | Hípica                     | Doma individual grado II mixto                  |
| Angelika Trabert | Hípica                     | Kur Trot grado II mixto                         |
| Daniela Henke | Natación                   | 50 m libre B3 femenino                          |
| Daniela Henke | Natación                   | 100 m libre B3 femenino                         |
| Daniela Henke | Natación                   | 100 m braza B3 femenino                         |
| Daniela Henke | Natación                   | 100 m mariposa B3 femenino                      |
| Daniela Röhle | Natación                   | 100 m libre B1 femenino                         |
| Daniela Röhle | Natación                   | 200 m estilos B1 femenino                       |
| Kay Espenhayn | Natación                   | 50 m libre S4 femenino                          |
| Kay Espenhayn | Natación                   | 100 m libre S4 femenino                         |
| Annke Conradi | Natación                   | 100 m libre S3 femenino                         |
| Yvonne Hopf | Natación                   | 200 m estilos B3 femenino                       |
| Maria Götze | Natación                   | 200 m estilos SM6 femenino                      |
| Daniela Pohl Beate Lobenstein Claudia Hengst Anna Brinck | Natación                   | 4 × 100 m estilos S7-10 femenino                |
| Holger Kimmig | Natación                   | 100 m libre S8 masculino                        |
| Holger Kimmig | Natación                   | 400 m libre S8 masculino                        |
| Holger Kimmig | Natación                   | 200 m estilos SM8 masculino                     |
| Stefan Löffler | Natación                   | 50 m libre S10 masculino                        |
| Stefan Löffler | Natación                   | 100 m libre S10 masculino                       |
| Stefan Löffler | Natación                   | 400 m libre S10 masculino                       |
| Lars Lürig | Natación                   | 50 m libre S5 masculino                         |
| Lars Lürig | Natación                   | 100 m libre S5 masculino                        |
| Christian Fritsche | Natación                   | 50 m mariposa S4 masculino                      |
| Beate Schretzmann | Natación                   | 50 m mariposa S6 femenino                       |
| Beate Schretzmann | Natación                   | 100 m braza SB7 femenino                        |
| Monika Bartheidel | Tenis de mesa              | Individual 3 femenino                           |
| Christiane Pape | Tenis de mesa              | Individual 4 femenino                           |
| Jochen Wollmert | Tenis de mesa              | Individual 7 masculino                          |
| Josef Neumaier | Tiro                       | Rifle de aire 3 × 40 m SH1 masculino            |
| Bronce |                            |                                                 |
| Martina Willing | Atletismo                  | Disco F53-54 femenino                           |
| Martina Willing | Atletismo                  | Peso F53-54 femenino                            |
| Cornelia Teubner | Atletismo                  | 100 m T34-35 femenino                           |
| Lily Anggreny | Atletismo                  | 10 000 m T52-53 femenino                        |
| Britta Jänicke | Atletismo                  | Disco F42-44/46 femenino                        |
| Marianne Buggenhagen | Atletismo                  | Jabalina F53-54 femenino                        |
| Carmen Storch | Atletismo                  | Salto de longitud F34-37 femenino               |
| Holger Geffers | Atletismo                  | 200 m T11 masculino                             |
| Lothar Overesch | Atletismo                  | 200 m T42 masculino                             |
| Wolfgang Petersen | Atletismo                  | 200 m T52 masculino                             |
| Ingo Geffers | Atletismo                  | 400 m T11 masculino                             |
| Klaus Kulla | Atletismo                  | Disco F43-44 masculino                          |
| Thomas Validis | Atletismo                  | Jabalina F12 masculino                          |
| Roberto Simonazzi | Atletismo                  | Jabalina F42 masculino                          |
| Dirk Mimberg | Atletismo                  | Jabalina F43-44 masculino                       |
| Horst Beyer | Atletismo                  | Peso F42 masculino                              |
| Jürgen Kern | Atletismo                  | Salto de altura F42-44 masculino                |
| Ulrich Striegel | Atletismo                  | Triple salto F12 masculino                      |
| Frank Höfle | Ciclismo en ruta           | Ruta tándem clase abierta 100/120k masculino    |
| Esther Weber | Esgrima en silla de ruedas | Espada individual B femenino                    |
| Esther Weber | Esgrima en silla de ruedas | Florete individual B femenino                   |
| Monika Hertrich Jutta Jacob Silke Schwarz Esther Weber | Esgrima en silla de ruedas | Florete por equipos femenino                    |
| Wilfried Lipinski | Esgrima en silla de ruedas | Espada individual A masculino                   |
| Uwe Bartmann Wolfgang Kempf Wilfried Lipinski Maximilian Miller                                                                                                 | Esgrima en silla de ruedas | Sable por equipos masculino                     |
| Claudia Hengst | Natación                   | 200 m estilos SM10 femenino                     |
| Claudia Hengst | Natación                   | 400 m libre S10 femenino                        |
| Annke Conradi | Natación                   | 50 m espalda S3 femenino                        |
| Annke Conradi | Natación                   | 50 m libre S3 femenino                          |
| Kay Espenhayn | Natación                   | 50 m braza SB3 femenino                         |
| Birgit Beeker | Natación                   | 200 m estilos B2 femenino                       |
| Daniela Pohl Beate Schretzmann Claudia Hengst Stephanie Pütz | Natación                   | 4 × 100 m libre S7-10 femenino                  |
| Holger Kimmig | Natación                   | 50 m libre S8 masculino                         |
| Matthias Schlubeck | Natación                   | 100 m braza SB6 masculino                       |
| Mario Kofler | Natación                   | 100 m braza SB10 masculino                      |
| Geert Jährig | Natación                   | 100 m espalda S8 masculino                      |
| Detlef Schmidt | Natación                   | 100 m espalda S9 masculino                      |
| Thomas Grimm | Natación                   | 200 m estilos SM6 masculino                     |
| Stefan Löffler | Natación                   | 200 m estilos SM10 masculino                    |
| Bärbel Rode | Tenis de mesa              | Individual 1-2 femenino                         |
| Gisela Pohle | Tenis de mesa              | Individual 5 femenino                           |
| Thomas Kreidel | Tenis de mesa              | Individual 4 masculino                          |
| Thomas Kurfeß | Tenis de mesa              | Individual 7 masculino                          |
| Dieter Essbach Werner Knaak Udo Pohle Otto Vilsmeier | Tenis de mesa              | Equipo 1-2 masculino                            |
| Werner Dörr Jan Gürtler | Tenis de mesa              | Equipo 3 masculino                              |
| Peter Fähnrich Bernd Müller Andre Schmandt | Tenis de mesa              | Equipo 9-10 masculino                           |
| Sabine Brogle | Tiro                       | Rifle 3 × 20 m SH1 femenino                     |
| Sabine Brogle | Tiro                       | Rifle de aire 3 × 20 m SH1 femenino             |
| Franz Falke | Tiro                       | Rifle de aire de pie SH1 masculino              |
| Alfred Berniger | Tiro                       | Rifle de aire 3 × 40 m SH1 masculino            |
| Roland Hartmann | Tiro                       | Pistola deportiva SH1 mixto                     |
| Udo Wolf | Tiro con arco              | Individual W2 masculino                         |